# 생강목
생강목은 속씨식물의 목이다. 이 목은 적어도 지난 수 십년 동안에 분류학자들에게 폭넓게 인정되어 왔다. 이 목은 생강, 카다멈, 울금, 큰고량강 등  여러 익숙한 식물과 생강과의 양하 그리고 파초과의 바나나와 플랜틴, 또 물칸나과의 칡을 포함하고 있다.
생강목은 백악기 후기 동안, 약 8천만년 전 경에 닭의장풀군의 식물들과 함께 진화한 것으로 생각되고 있다.
2003년의 APG II 분류 체계(1998년의 APG 분류 체계에서 변하지 않음)는 이 목을 인정하였고, 외떡잎식물군의 닭의장풀군에 배당했다. 그 하위 과들은 다음과 같다.
- 생강목(Zingiberales)
칸나과(Cannaceae)
코스투스과(Costaceae)
헬리코니아과(Heliconiaceae)
로이아과(Lowiaceae)
물칸나과(Marantaceae)
파초과(Musaceae)
극락조화과(Strelitziaceae)
생강과(Zingiberaceae)

크론퀴스트 분류 체계도 또한 8개의 과으로 구성된 이 목을 인정했지만, 백합강의 생강아강에 이 목을 배당했다.
1935년에 개정된 베트슈타인 분류 체계와 1964년에 수정된 엥글러 분류 체계와 같은 좀 더 이른 식물 분류 체계는 하나의 비슷한 목인(더 적은 과들로 나뉘어 있음에도 같은 식물 종들을 포함하는) 스시타민목(Scitamineae)을 인정했다.

## 계통 분류
다음은 닭의장풀군의 계통 분류이다.

|  | 종려목                                                |
|  |                                                       |
|  | 벼목                                                  |
|  |                                                       |
|  | \| \| 생강목 \| \| \| \| \| \| 닭의장풀목 \| \| \| \| |
|  |                                                       |
|  | 생강목                                                |
|  |                                                       |
|  | 닭의장풀목                                            |
|  |                                                       |

|  | 생강목     |
|  |            |
|  | 닭의장풀목 |
|  |            |